# 416
Évszázadok: 4. század – 5. század – 6. század
Évtizedek: 370-es évek – 370-es évek – 380-as évek – 390-es évek – 400-as évek – 410-es évek – 420-as évek – 430-as évek – 440-es évek – 450-es évek – 460-as évek
Évek: 411 – 412 – 413 – 414 –  415 – 416 – 417 – 418 – 419 – 420 – 421

## Események

### Nyugat- és Keletrómai Birodalom
- II. Theodosius császárt (keleten) és Junius Quartus Palladiust (nyugaton) választják consulnak.
- Honorius császár diadalmenetet tart a trónkövetelők és barbárok legyőzésének örömére; ezen felvonultatják a kétszeres ellencsászár Pricus Attalust is, akit aztán a Lipari-szigetekre száműznek.
- Rutilius Claudius Namatianus volt római prefektus hazatér galliai szülőföldjére és útjáról megírja De reditu suo ("Hazatéréséről") c. elégiáját.

### Kína
- Meghal Jao Hszing, Kései Csin állam császára. Utódja legidősebb fia, Jao Hung. A szomszédos államok gyenge uralkodónak tartják és az uralkodóváltás zűrzavarát kihasználva megtámadják a belső felkelésekkel is küzdő országot. A Csin-dinasztia hadvezére, Liu Jü támadást indít és elfoglalja az állam keleti felét és Lojang városát.

### Délkelet-Ázsia
- Egy jávai krónika szerint kitör a Krakatau vulkán és a tenger elválasztja egymástól az addig összefüggő Jávát és Szumátrát. Mai vizsgálatok nem találják nyomát ekkora mértékű katasztrófának.

## Halálozások
- Huj-jüan, kínai buddhista tanító
- Jao Hszing, Kései Csin császára

## Fordítás
- Ez a szócikk részben vagy egészben  a(z)   416 című angol Wikipédia-szócikk ezen változatának fordításán alapul.  Az eredeti cikk szerkesztőit annak laptörténete sorolja fel. Ez a jelzés csupán a megfogalmazás eredetét és a szerzői jogokat jelzi, nem szolgál a cikkben szereplő információk forrásmegjelöléseként.